# Torneig de Roland Garros 2024
El Torneig de Roland Garros 2024, conegut oficialment com a Internationaux de France 2024, és un esdeveniment de tennis disputat sobre terra batuda que pertany a la categoria de Grand Slam. La 123a edició del torneig se celebrarà entre el 20 de maig i el 9 de juny de 2024 al Stade Roland Garros de París, França.

## Resum
- L'espanyol Carlos Alcaraz va guanyar el tercer títol de Grand Slam individual del seu palmarès, tots tres en un tipus de superfície diferent, el més jove que va aconseguir aquesta fita. En la final va derrotar l'alemany Alexander Zverev, que disputava la segona final de Grand Slam de la seva trajectòria.[1]

- La polonesa Iga Świątek va aconseguir el tercer títol individual consecutiu al Roland Garros, el quart en cinc edicions, i aquest va representar el cinquè títol de Grand Slam del seu palmarès sense conèixer la derrota en una final de Grand Slam. En la final va derrotar la italiana Jasmine Paolini, que disputava la seva primera final de Grand Slam.[2]

- La parella formada pel salvadoreny Marcelo Arévalo i el croat Mate Pavić van guanyar el primer títol de Grand Slam junts i el tercer de la temporada. Per Arévalo va representar el segon títol a París mentre que per Pavić va ser el quart en dobles masculins, tots quatre diferents, de manera que junt a la medalla d'or olímpica va completar el Golden Slam durant la carrera.[3]

- La parella formada per l'estatunidenca Coco Gauff i la txeca Kateřina Siniaková van guanyar el primer títol juntes en el primer torneig que disputaven com a parella perquè les respectives parelles estaven lesionades. Per Gauff va ser el primer títol de Grand Slam en la modalitat de dobles femenins mentre que per Siniaková va ser el vuitè, el tercer guanyat al Roland Garros i el primer sense Barbora Krejčíková com a parella. En la final van derrotar les italianes Sara Errani i Jasmine Paolini, Errani ja havia guanyat el títol i va disputar una final de Grand Slam deu anys després de la darrera, mentre que per Paolini era la primera però va disputar les finals individuals i de dobles femenins en aquesta edició sense èxit.[4]

- La parella formada per l'alemanya Laura Siegemund i el francès Édouard Roger-Vasselin van guanyar el primer títol de Grand Slam junts. Per Siegemund va ser el segon títol de Grand Slam de dobles mixts i per Roger-Vasselin el primer de la seva trajectòria en aquesta modalitat.[5][6]

## Campions/es

### Elit
| Categoria          | Campions/es                            | Finalistes                      | Resultat                |
| ------------------ | -------------------------------------- | ------------------------------- | ----------------------- |
| Individual masculí | Carlos Alcaraz                         | Alexander Zverev                | 6−3, 2−6, 5−7, 6−1, 6−2 |
| Individual femení  | Iga Świątek                            | Jasmine Paolini                 | 6−2, 6−1                |
| Dobles masculins   | Marcelo Arévalo Mate Pavić             | Simone Bolelli Andrea Vavassori | 7−5, 6−3                |
| Dobles femenins    | Coco Gauff Kateřina Siniaková          | Sara Errani Jasmine Paolini     | 7−6(5), 6−3             |
| Dobles mixts       | Laura Siegemund Édouard Roger-Vasselin | Desirae Krawczyk Neal Skupski   | 6−4, 7−5                |

### Júniors
| Categoria          | Campions/es                         | Finalistes                    | Resultat      |
| ------------------ | ----------------------------------- | ----------------------------- | ------------- |
| Individual masculí | Kaylan Bigun                        | Tomasz Berkieta               | 4−6, 6−3, 6−3 |
| Individual femení  | Tereza Valentová                    | Laura SamsonAlarcón           | 6−3, 7−6(0)   |
| Dobles masculins   | Nicolai Budkov Kjær Joel Schwärzler | Federico Cinà Rei Sakamoto    | 6−4, 7−6(3)   |
| Dobles femenins    | Renáta Jamrichová Tereza Valentová  | Tyra Caterina Grant Iva Jovic | 6−4, 6−4      |

## Distribució de punts i premis

### Distribució de punts
| Esdeveniment       | G    | F    | SF  | QF  | 4a ronda | 3a ronda | 2a ronda | 1a ronda | Q  | Q3 | Q2 | Q1 |
| Individual masculí | 2000 | 1300 | 800 | 400 | 200      | 100      | 50       | 10       | 30 | 16 | 8  | 0  |
| Dobles masculins   | 2000 | 1200 | 720 | 360 | 180      | 90       | 0        | −        | −  | −  | −  | −  |
| Individual femení  | 2000 | 1300 | 780 | 430 | 240      | 130      | 70       | 10       | 40 | 30 | 20 | 2  |
| Dobles femenins    | 2000 | 1300 | 780 | 430 | 240      | 130      | 10       | −        | −  | −  | −  | −  |

### Distribució de premis
| Esdeveniment | G         | F         | SF      | QF      | 4a ronda | 3a ronda | 2a ronda | 1a ronda | Q3     | Q2     | Q1     |
| Individuals  | 2.400.000 | 1.200.000 | 650.000 | 415.000 | 250.000  | 158.000  | 110.000  | 73.000   | 41.000 | 28.000 | 20.000 |
| Dobles       | 590.000   | 295.000   | 148.000 | 80.000  | 43.500   | 27.500   | 17.500   | −        | −      | −      | −      |
| Dobles mixts | 122.000   | 61.000    | 31.000  | 17.500  | 10.000   | 5.000    | −        | −        | −      | −      | −      |

- Els premis són en euros.
- Els premis de dobles són per equip.